# Jon Sivewright
Jon Sivewright (Fremantle, Australia Occidental; 22 de mayo de 1965) es un actor australiano, más conocido por interpretar a Tony Holden en la serie australiana Home and Away.

## Biografía
Antes de convertirse en actor fue minero y trabajó durante doce años como bombero. 
Su hermano es maestro en el Aquinas College en Salter Point, Perth, Western Australia. 
En el 2003 cuando se mudó a Sídney fue aceptado en el Actors' Centre en Surry Hills de donde se graduó en el 2004.
Compartió un apartamento con los actores Paul O'Brien y Jodi Gordon mientras filmaban Home and Away.
Estuvo casado con Felicity Sivewright, la pareja tiene dos hijos Argyle y Otis Sivewright, pero más tarde se divorciaron.
Jon está casado con la actriz australiana Rachel Gordon, la pareja tiene dos hijos Savannah Sivewright y Joe Sivewright.

## Carrera
Entre el 2004 y el 2005 apareció en las series Fireflies y en la una de las series más exitosas en Australia All Saints y en la película de crimen, drama y romance Little Fish.
En el 2005 se unió al elenco de la alcamada serie australiana Home and Away, donde interpretó al encantador Tony Holden. Tony es el padre de Jack, Lucas y Harry Holden. Cuando llegó a Bay comenzó a salir con Beth Hunter, pero la relación terminó cuando Beth murió en un accidente automovilístico, actualmente Tony está casado con la doctora Rachel Armstrong.
En el 2009 apareció en el cortometraje Scent dirigido por el actor Kain O'Keefe, donde interpretó a Michael un hombre socialmente inepto de mediana edad que lucha con su enamoramiento de Dan (Rhys Wakefield) y Emma (Rebecca Breeds), una joven pareja que se acaba de mudar al mismo edificio donde vive él. 
En el 2010 se anunció que Jon, junto con las actrices Jodi Gordon y Amy Mathews, dejarían Home and Away a finales del 2009 se anunció que Todd Lasance y Lincoln Lewis también se irían. El 11 de agosto de 2010 Jon interpretó por última vez a Tony luego de que su personaje se mudará de Summer Bay junto a su hijo y esposa, para que Rachel tomara un trabajo en el hospital de Boston.

## Filmografía
- Series de Televisión.:

| Año         | Serie         | Personaje         | Notas                              |
| ----------- | ------------- | ----------------- | ---------------------------------- |
| 2005 - 2010 | Home and Away | Tony Holden       | 741 episodios                      |
| 2005        | All Saints    | Detective Harris  | episodio "Time Bomb"               |
| 2004        | Fireflies     | Strike Team Firie | episodio "Fighting Fire with Fire" |

- Películas.:

| Año  | Serie       | Personaje    | Notas                                                               |
| ---- | ----------- | ------------ | ------------------------------------------------------------------- |
| 2011 | Scent       | Michael      | cortometraje - junto a Rhys Wakefield & Rebecca Breeds              |
| 2009 | Burden      | James Cutler | cortometraje - junto a Indiana Evans, Kain O'Keefe & Christie Hayes |
| 2005 | Little Fish | Footy Fan    | -                                                                   |

- Apariciones.:

| Año  | Programa          | Notas                                    |
| ---- | ----------------- | ---------------------------------------- |
| 2007 | Soapstar          | episodio # 2.8                           |
| 2006 | Walk Against Want | evento de caridad - junto a Paul O'Brien |

## Premios y nominaciones
| Año  | Categoría          | Premio      | Serie         | Resultado |
| ---- | ------------------ | ----------- | ------------- | --------- |
| 2010 | Most Popular Actor | Logie Award | Home and Away | Nominado  |